# 神州奥美
神州奥美，全名神州奥美网络有限公司，是中国大陆一家游戏公司，在2005年成立。

## 历史
2005年4月，奥美电子投资人迫使奥美电子把单机部分出让给神州奥美。2005年11月1日，神州通信与正大集团签署合资协议，在收购原奥美电子版权基础上正式成立神州奥美网络有限公司。奥美电子关闭后，神州奥美表明和奥美电子（武汉）有限公司无任何关系。
2006年4月，神州奥美因《魔兽争霸》、《暗黑破坏神》等五款游戏的著作权起诉上海浩方在线，索赔1亿元人民币。2007年2月，上海市第一中级人民法院开庭审理此案。2007年6月，上海市第一中级人民法院作出一审判决，驳回神州奥美的起诉。神州奥美便即刻提起上诉。随后，浩方母公司盛大网络提起名誉权诉讼，上海市第一中级人民法院认定神州奥美侵犯盛大网络的名誉权，应当停止侵权并公开赔礼道歉。
2007年1月23日，神州奥美代理的《突袭OL》开始内测。2月3日中午12点，神州奥美代理的《突袭OL》开始开始封测。8月8日，《突袭OL》正式公测。
2010年1月1日0时，神州奥美停止《突袭OL》所有游戏服务。
2011年12月，神通电信服务将神州奥美全部注册及缴足股本的75%出售给港兴（香港）有限公司（由神通机器人教育 100% 投资控股）。

## 经营游戏

### 单机游戏
神州奥美拥有奥美电子原有的单机游戏业务。

### 网络游戏
- 《突袭OL》